# Eduard von Keyserling
Pour les articles homonymes, voir Keyserling.
Eduard Graf von Keyserling, né le 15 mai 1855 au château de Tels–Paddern (situé aujourd'hui dans le village de Kalvene en Lettonie) à Hansepoth (aujourd'hui Aizpute en Lettonie) en Courlande, province du Gouvernement de Livonie, dans l'Empire russe et mort le 29 septembre 1918  à Munich en Allemagne, est un écrivain germano-balte de langue allemande, membre de la famille von Keyserling et oncle du philosophe Hermann von Keyserling.
Thomas Mann a dit de lui que « bien qu'il fût un artiste, il ne cessait jamais d'être un gentilhomme ».

## Biographie

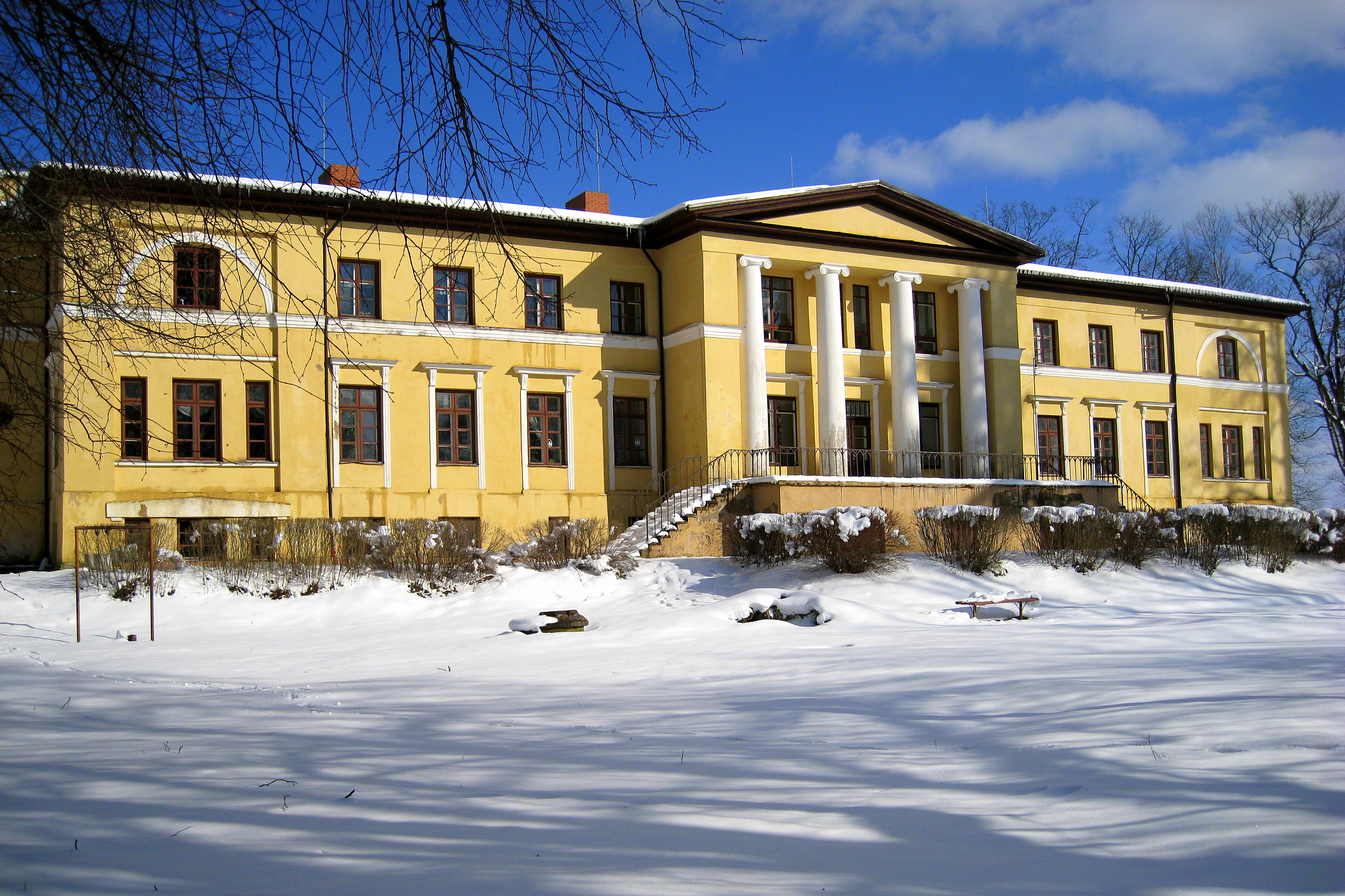
Le château de Tels-Paddern où Keyserling est né et où il a passé son enfance

Le comte Eduard von Keyserling naît dans le château de Tels-Paddern situé dans le gouvernement de Courlande, alors administré par la Russie impériale.
Membre de la famille von Keyserling, il passe son enfance dans le château puis fait ses études au lycée de Goldingen (Kuldīga) avant d'étudier le droit, la philosophie et l'histoire de l'art à l'université de Dorpat de 1875 à 1877.
À cette époque, il s'éloigne de son milieu social et part pour l'Autriche continuer ses études.
Il vit à Vienne jusqu'en 1890.
Après la mort de sa mère en 1894, les domaines de la famille von Keyserling reviennent à ses frères et il emménage définitivement à Munich avec ses sœurs en 1895.
Il finit par intégrer les cercles artistiques et littéraires de la ville et se lie notamment à Lovis Corinth, Max Halbe (en), Frank Wedekind.
En 1907, il perd l'usage de la vue.
Il meurt à Munich le 29 septembre 1918, quelques semaines avant l'armistice et l'indépendance de la Lettonie.

## Œuvre
Keyserling a écrit des pièces de théâtre et surtout des romans et nouvelles. Ses premières œuvres sont marquées par le naturalisme.
Die dritte Stiege de 1892 dépeint le rapport d'un aristocrate de Prusse-Orientale à la social-démocratie autrichienne. Les romans et nouvelles suivantes s'inscrivent dans le cadre de l'impressionnisme et en font un des représentants les plus importants en langue allemande.
Keyserling monte en 1902 sa pièce de théâtre Die schwarze Flasche dans le cadre de son cabaret Die elf Scharfrichter et interprète le rôle principal.
Son œuvre la plus emblématique est probablement Fürstinnen (Altesses), parue en 1917.
L’opposition entre les générations est l’axe structurant de son travail. Ses romans ont pour cadre la Courlande et ses forêts et pour milieu l'aristocratie de langue allemande aux mœurs prussiennes qui gouverna ces régions jusqu'au début du XXe siècle. Il se sert de la lumière et des subtiles variations de la nature pour peindre les derniers beaux jours de l'aristocratie balte, ses châteaux, ses chasses, ses rituels, tout un art de vivre raffiné qui illustre l'impossibilité de l'amour et l'impuissance à contenir les passions exacerbées d'une société encore somptueuse mais déjà consciente d'un déclin irréversible. En effet, en invoquant la « modernité », Keyserling souligne le décalage fatal qui se creusent entre les anciennes valeurs aristocratiques et la jeunesse.

## Ouvrages

### Romans et nouvelles
- 1887, Fräulein Rosa Herz
- 1892, Escalier trois (Die dritte Stiege)
- 1903, Beate et Mareile (Beate und Mareile), S. Fischer Verlag
- 1904, Été brûlant (schwüle Tage), S. Fischer Verlag
- 1906, Son expérience de l'amour (Seine Liebeserfahrung)
- 1908, Dumala, S. Fischer Verlag
- 1909, Bunte Herzen, S. Fischer Verlag
- 1911, Le Murmure des vagues (Die Wellen), S. Fischer Verlag
- 1914, Maisons du soir (Abendliche Häuser), S. Fischer Verlag
- 1914, Nicky
- 1914, Harmonie, Fischers Illustrierte Bücher, S. Fischer Verlag
- 1916, Versant sud (Am Südhang), S. Fischer Verlag
- 1917, Altesses (Fürstinnen), S. Fischer Verlag
- 1918, Dans un coin tranquille (Im stillem Winkel)
- 1919, Les Enfants des beaux jours (Feiertagskinder)

### Théâtre
- 1900, Ein Frühlingsopfer, Berlin, S. Fischer Verlag
- 1901, Der dumme Hans, Berlin, S. Fischer Verlag
- 1902, Die schwarze Flasche, Berlin, S. Fischer Verlag, Nouvelle édition: Göttingen, LIWI Verlag 2020 (PDF)
- 1904, Peter Hawel, Berlin, S. Fischer Verlag
- 1906, Benignens Erlebnis, Berlin, S. Fischer Verlag

### Éditions en français
Les romans et nouvelles de Keyserling ont été éditées en France à partir des années 1980 par les éditions Actes Sud et Éditions Jacqueline Chambon.
- Versant sud (adapté au cinéma par Daniel Vigne sous le titre de Comédie d'été)
- Été brûlant
- Le murmure des vagues
- Maisons du soir
- Princesses
- Dans un coin tranquille
- Dumala
- Altesses (collection Babel, no 26)
- Son expérience de l'amour
- Cœurs bigarrés
- Beate et Mareile